# جعفر هذبانی
جعفر بن شکویه هذبانی از سران نامدار هذبانی بود. او در زمان فرمانروایی مرزبان در آذربایجان رئیس ایل هذبانی بود. او با عرب‌های موصل که به رهبری ابوعبدالله حمدانی قصد حمله به آذربایجان و جنگ با مرزبان را داشتند متحد شد. ولی آنان از مرزبان شکست خوردند.